# Christian Heinrich Friedrich Peters
Christian Heinrich Friedrich Peters (Koldenbüttel, Schleswig, 19. rujna 1813. – Clinton, New York, 18. srpnja 1890.), njemačko-američki astronom. Jedan je od prvih otkrivača asteroida.  Brat je prirodopisca, zoologa, anatoma i pustolova Wilhelma Petersa (1815. – 1883.). Nije u srodstvu s njemačkim astronomom Christianom Augustom Friedrichom Petersom (1806. – 1880.). 
Peters je studirao na berlinskom sveučilištu kod Gaussa. 

## Planetoidi koje je otkrio Peters
| 72 Feronia    | 29. svibnja 1861.   |
| 75 Eurydike   | 22. rujna 1862.     |
| 77 Frigga     | 12. studenoga 1862. |
| 85 Io         | 19. rujna 1865.     |
| 88 Thisbe     | 15. lipnja 1866.    |
| 92 Undina     | 7. srpnja 1867.     |
| 98 Ianthe     | 18. travnja 1868.   |
| 102 Miriam    | 22. kolovoza 1868.  |
| 109 Felicitas | 9. listopada 1869.  |
| 111 Ate       | 14. kolovoza 1870.  |
| 112 Iphigenia | 19. rujna 1870.     |
| 114 Kassandra | 23. srpnja 1871.    |
| 116 Sirona    | 8. rujna 1871.      |
| 122 Gerda     | 31. srpnja 1872.    |
| 123 Brunhild  | 31. srpnja 1872.    |
| 124 Alkeste   | 23. kolovoza 1872.  |
| 129 Antigone  | 5. veljače 1873.    |
| 130 Elektra   | 17. veljače 1873.   |
| 131 Vala      | svibnja 1873.       |
| 135 Hertha    | 18. veljače 1874.   |
| 144 Vibilia   | 3. lipnja 1875.     |
| 145 Adeona    | 3. lipnja 1875.     |
| 160 Una       | 20. veljače 1876.   |
| 165 Loreley   | 9. kolovoza 1876.   |
| 166 Rhodope   | 15. kolovoza 1876.  |
| 167 Urda      | 28. kolovoza 1876.  |
| 176 Iduna     | 14. listopada 1877. |
| 185 Eunike    | 1. ožujka 1878.     |
| 188 Menippe   | 18. lipnja 1878.    |
| 189 Phthia    | 9. rujna 1878.      |
| 190 Ismene    | 22. rujna 1878.     |
| 191 Kolga     | 30. rujna 1878.     |
| 194 Prokne    | 21. ožujka 1879.    |
| 196 Philomela | 14. svibnja 1879.   |
| 199 Byblis    | 9. srpnja 1879.     |
| 200 Dynamene  | 27. srpnja 1879.    |
| 202 Chryseïs  | 11. rujna 1879.     |
| 203 Pompeja   | 25. rujna 1879.     |
| 206 Hersilia  | 13. listopada 1879. |
| 209 Dido      | 22. listopada 1879. |
| 213 Lilaea    | 16. veljače 1880.   |
| 234 Barbara   | 12. kolovoza 1883.  |
| 249 Ilse      | 16. kolovoza 1885.  |
| 259 Aletheia  | 28. lipnja 1886.    |
| 261 Prymno    | 31. listopada 1886. |
| 264 Libussa   | 22. prosinca 1886.  |
| 270 Anahita   | 8. listopada 1887.  |
| 287 Nephthys  | 25. kolovoza 1889.  |

## Vanjske poveznice
- Virtual International Authority File: (VIAF): 122168944
- Nacionalna akademija znanosti: C.H.F. Peters